# Бій за Біюк-Янкой (1918)
Біюк-Янкойський бій 1918 року — бій між українськими і комуно-московськими військами за Біюк-Янкой ( тепер це Мраморне Сімферопольського р-ну у Криму ), що відбувся 29 квітня, під час Україно-московської війни 1917-1918 років і Кримського походу 1918 року Армії УНР.  

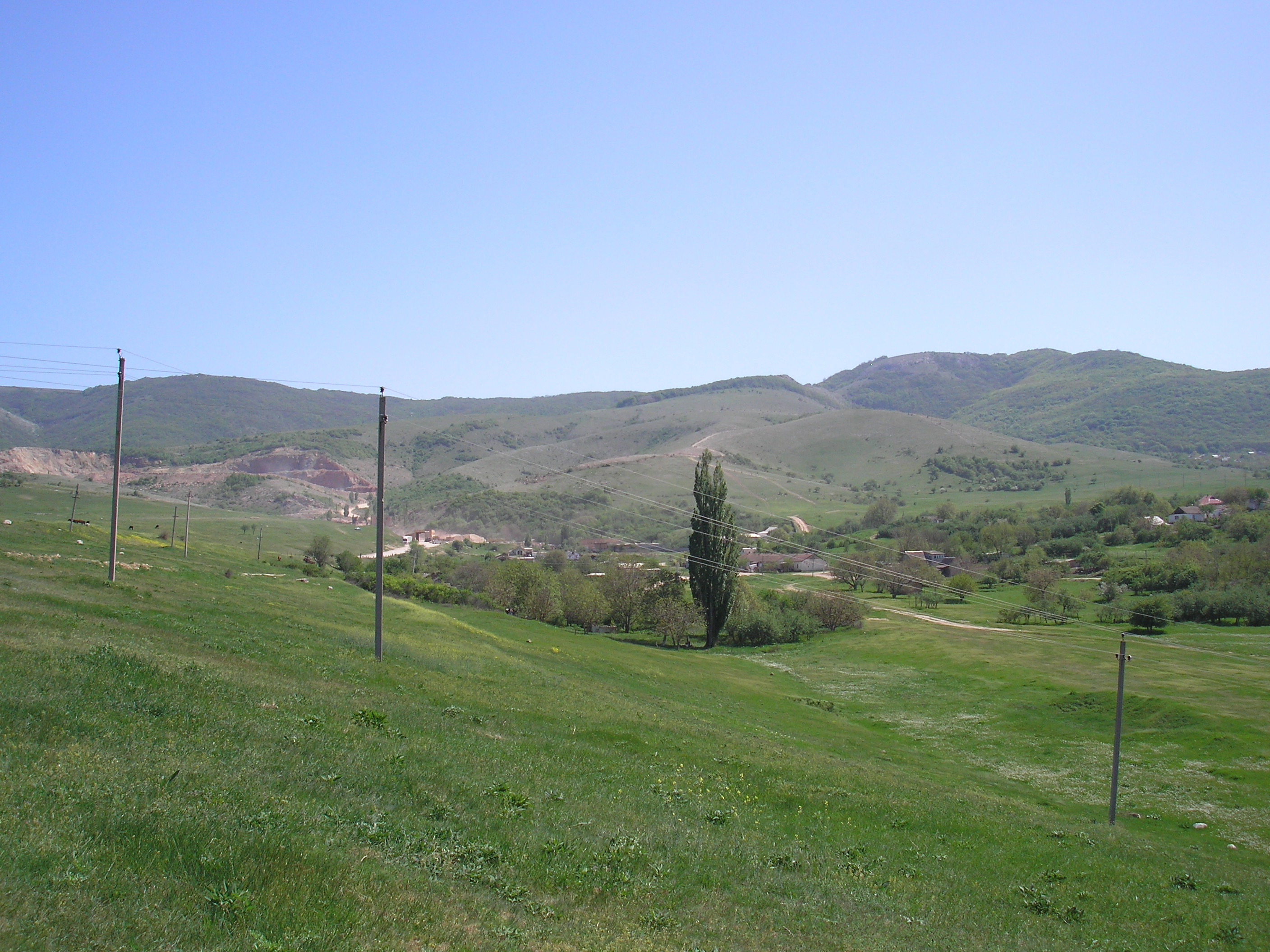

## Сили сторін
З українського боку в бою взяли участь 1-ша та 3-тя сотні і дві кримськотатарські сотні Запорозького кінного полку ім. Костя Гордієнка ( командир — Всеволод Петрів ) Окремої Запорозької дивізії Армії УНР.  

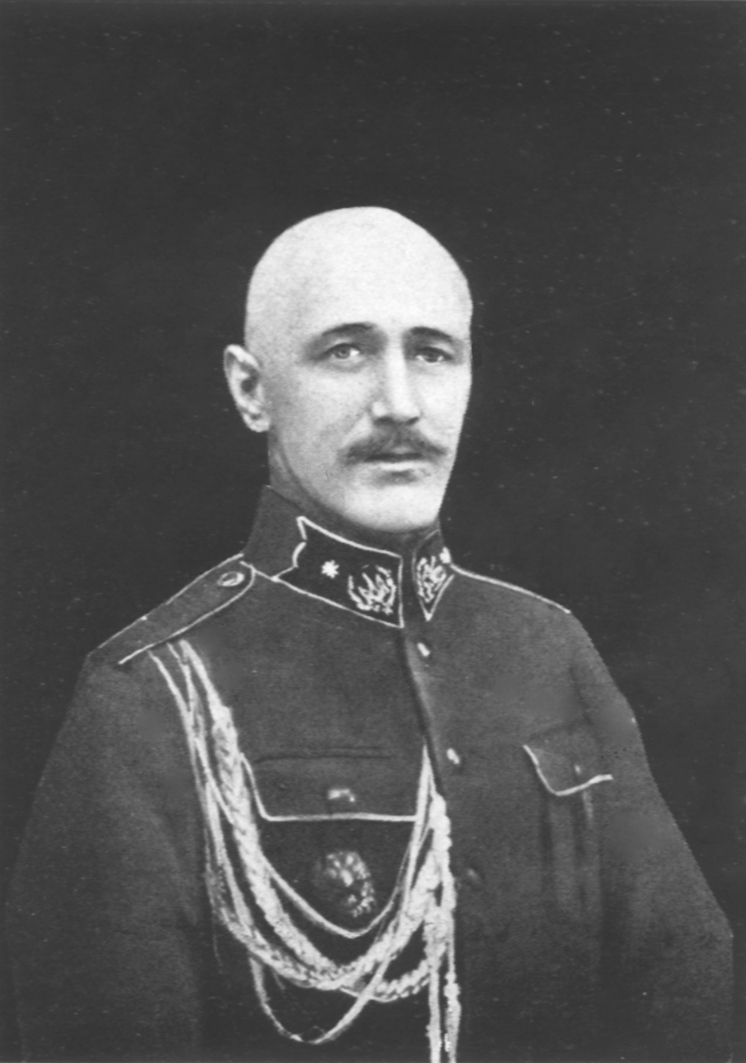
Petriv V

З комуно-московського боку в бою взяли участь війська, що перед цим, прибувши із Севастополя морем, висадилися на битому шляху між Ялтою й Алуштою і просувалися в напрямку Сімферополя.

## Перебіг  подій
Зранку 29 квітня комуно-московські війська, подолавши Ангарський перевал, наблизилися до Біюк-Янкоя, де містився штаб Запорозького кінного полку ім. Костя Гордієнка.
Бій з ними силами 1-ї та 3-ї сотень і двох кримськотатарських сотень полку тривав до обіду.

## Результат бою
Відбиття наступу комуно-московських військ.

## Вшанування пам'яті
20 квітня 2018 року, видавництво «Стікс» видало книгу Сергія Коваленка «Похід запорожців на Донбас і Крим: рік 1918», в якій описано перебіг бою. Проєкт профінансовано коштом Владислава Поповича за рахунок компенсації за політичне ув'язнення після перемоги в Європейському суді з прав людини.